# Бер (марсианский кратер)
Бер (лат. Beer) — ударный кратер на Марсе. Диаметр — 86 км, координаты центра — 14°28′ ю. ш. 351°50′ в. д. / 14,47° ю. ш. 351,83° в. д.. Назван в честь немецкого астронома, соавтора первого глобуса Марса, Вильгельма Бера (его имя носит и кратер на Луне). Это название было утверждено Международным астрономическим союзом в 1973 году.
Кратер лежит около стыка трёх плавно переходящих один в другой обширных регионов — земли Ноя, Жемчужной земли и земли Аравия, к югу от плато Меридиана, расположенного в пределах последней.